# Società Sportiva Matelica Calcio 1921
La Società Sportiva Matelica Calcio 1921 A.S.D., meglio nota come Matelica, è una società calcistica italiana della città di Matelica. Milita in Eccellenza, la quinta divisione del campionato italiano.
Fondata nel 1921, è il maggior club del territorio marchigiano della Vallesina. Ha trascorso gran parte della propria storia nei campionati dilettantistici a carattere regionale e provinciale; esordiente in Serie D nel 2013, vi ha quindi giocato stabilmente fino all'annata 2019-2020, allorché ha vinto il proprio girone e ottenuto per la prima volta la promozione in Serie C. Dopo aver militato in terza serie con buon successo nella stagione 2020-2021, al termine della suddetta stagione la proprietà ha deciso di trasferirsi ad Ancona per subentrare all'Anconitana; il proprio nome e la propria denominazione sono stati pertanto ceduti al compaesano Gruppo Sportivo Corrado Fabiani Matelica.

## Storia
Il primo decennio di esistenza della Società Sportiva Matelica, tra il 1921 e il 1930, è all'insegna di incerte attività in ambito locale; la prima stagione agonistica di cui si abbia notizia è il 1930-1931, ove la squadra biancorossa partecipa vittoriosamente al campionato marchigiano dell'ULIC, per poi essere eliminata nel girone di qualificazione alle finali nazionali contro Civitavecchiese, Zona Franca Napoli e Zara.
Negli anni 1930, sotto la presidenza di Riccardo Acqualagna (in carica fino al 1946), la S.S. Matelica si integra nel sistema calcistico nazionale, sotto l'egida della FIGC: nella stagione 1937-1938 vince i gironi marchigiani di Seconda Divisione (quinta serie nazionale), mancando però la promozione al livello superiore. Coeva è altresì la vittoria nel torneo Coppa Andreanelli.
Con l'uscita di scena di Acqualagna e l'inasprirsi della seconda guerra mondiale, nel 1939 il club entra in quiescenza, rimanendovi fino al 1945. Ripartita dalla Prima Divisione 1945-1946, sotto la presidenza di Achille Roversi la società si ri-ferma nel 1948 e riparte nel 1950; segue circa un ventennio di altalena nelle divisioni dilettantistiche regionali, impreziosito dall'assegnazione della Coppa Disciplina nelle stagioni 1960-1961 e 1963-1964.
Gli anni 1970 vedono una prima fase di ascesa per il Matelica, che vince il girone A di Prima Categoria 1970-1971 e si piazza secondo nella "coppetta" di divisione tra squadre marchigiane. L'anno successivo i biancorossi sono però terzultimi nel girone marchigiano di Promozione e retrocedono; segue una pronta risalita e quindi una stabilizzazione nella categoria, che viene mantenuta fino al campionato 1977-1978, anno in cui il Matelica si piazza ultimo nel proprio girone ed è relegato.
La fase di crisi porta i biancorossi a declassare fino alla Seconda Categoria, per poi riprendersi e riottenere la Prima Categoria nel 1983-1984. Una nuova retrocessione in Seconda Categoria sopraggiunge nel 1988, seguita dalla risalita nel 1989 e quindi dal ritorno in Promozione nel 1991. Nel 1993 il Matelica è nuovamente relegato in Prima Categoria e nel 1995 ancora in Seconda Categoria, risalendo però immediatamente nella lega superiore. Nel 1999 i biancorossi rientrano in Promozione e quindi nel 2004-2005 disputano una prima stagione, non fortunata, in Eccellenza, per poi andare nuovamente in fase calante e ridiscendere, nel triennio 2008-2010, in Prima Categoria. In questo frangente la società inizia altresì ad accumulare una preoccupante massa debitoria, tale da mettere a rischio il prosieguo dell'attività.
A risolvere la situazione interviene l'imprenditore e politico locale Mauro Canil, che rileva la società da Silvano Passero, la risana e le dà la solidità economico-organizzativa necessaria a una stabile crescita: i biancorossi sotto la sua presidenza inanellano promozioni e, nel 2012-2013, arrivano per la prima volta alla Serie D.
Il club biancorosso riesce a stabilizzarsi nel massimo campionato dilettantistico e, progressivamente, a proporsi quale squadra di vertice, potendo inoltre esordire in Coppa Italia; infine, nella stagione 2019-2020, dopo un prolungato scontro al vertice dapprima con S.N. Notaresco e Recanatese, quindi col Campobasso, il Matelica si piazza primo nel girone F (che, analogamente a tutti i campionati dilettantistici, viene "cristallizzato" anzitempo, con 8 giornate non disputate, per via della pandemia di COVID-19) e ottiene la prima promozione in Serie C della sua storia.
Nell'estate 2020 la rosa (affidata al confermato tecnico Gianluca Colavitto) viene nettamente rinnovata con l'innesto di vari elementi giovani e giovanissimi e, alla prova del professionismo, il Matelica riesce a rivelarsi nuovamente competitivo: partiti con l'obiettivo salvezza, i vallesinesi riescono a trascorrere tutto il campionato nella parte medio-alta della classifica. La conferma della categoria viene conseguita già il 15 marzo e la stagione regolare si conclude all'ottavo posto. Nei successivi play-off il Matelica elimina Sambenedettese e Cesena, per poi perdere il primo turno nazionale contro il Renate.
Nel giugno 2021 viene annunciato il raggiungimento di un accordo con la dirigenza dell'Anconitana per riportare la città di Ancona nel calcio professionistico. In virtù dell'integrazione tra le rispettive società, la matrice matelicese cede il passo a quella del capoluogo regionale, previa assunzione della denominazione transitoria Ancona-Matelica (preludio alla trasformazione semplicemente in "Ancona"), adozione della simbologia dorica (segnatamente lo stemma del guerriero a cavallo) e trasferimento allo stadio Del Conero. Al contempo il calcio vallesinese viene riorganizzato e riparte dalle serie dilettantistiche, previo conferimento alla concittadina Gruppo Sportivo Corrado Fabiani Matelica Associazione Sportiva Dilettantistica (in breve Fabiani Matelica, presieduta dalla moglie di Canil, Sabrina Orlandi) dei simboli e della denominazione del Matelica "storico".

## Colori e simboli

### Colori
I colori sociali del Matelica sono il bianco e il rosso, mutuati dallo stemma araldico del comune d'appartenenza (di rosso alla croce d'argento). La maglia interna presenta in genere quale tinta dominante il rosso, oppure una soluzione palata in bi-cromia. La maglia esterna è invece normalmente bianca con finiture rosse. Per la terza maglia (laddove impiegata) si segnala l'uso di completi neri, azzurri, verdi o finanche viola.

### Simboli ufficiali

#### Stemma
Il Matelica si riconosce storicamente nel sopracitato stemma comunale quale elemento rappresentativo: esso è stato a più riprese ricamato sulla maglia, senza particolari orpelli. Tra gli altri esempi simbologici, nel 1941 sul petto delle divise vallesinesi appariva la lettera M maiuscola, mentre nel terzo millennio in molti casi è stato apposto il solo lettering con la ragione sociale.
Dalla stagione 2016-2017 il club si è comunque dotato di uno stemma proprio: uno scudo sannitico partito a sinistra di una croce bianca in campo rosso, a destra di una palatura bianco-rossa; nella cuspide inferiore è inserito il disegno della torre civica del palazzo del Governo (uno degli edifici-simbolo di Matelica) e l'anno di fondazione, mentre nella fascia rossa in capo compare la ragione sociale a lettere stampatelle bianche.

Stemma araldico di Matelica, elemento cardine della simbologia del club.
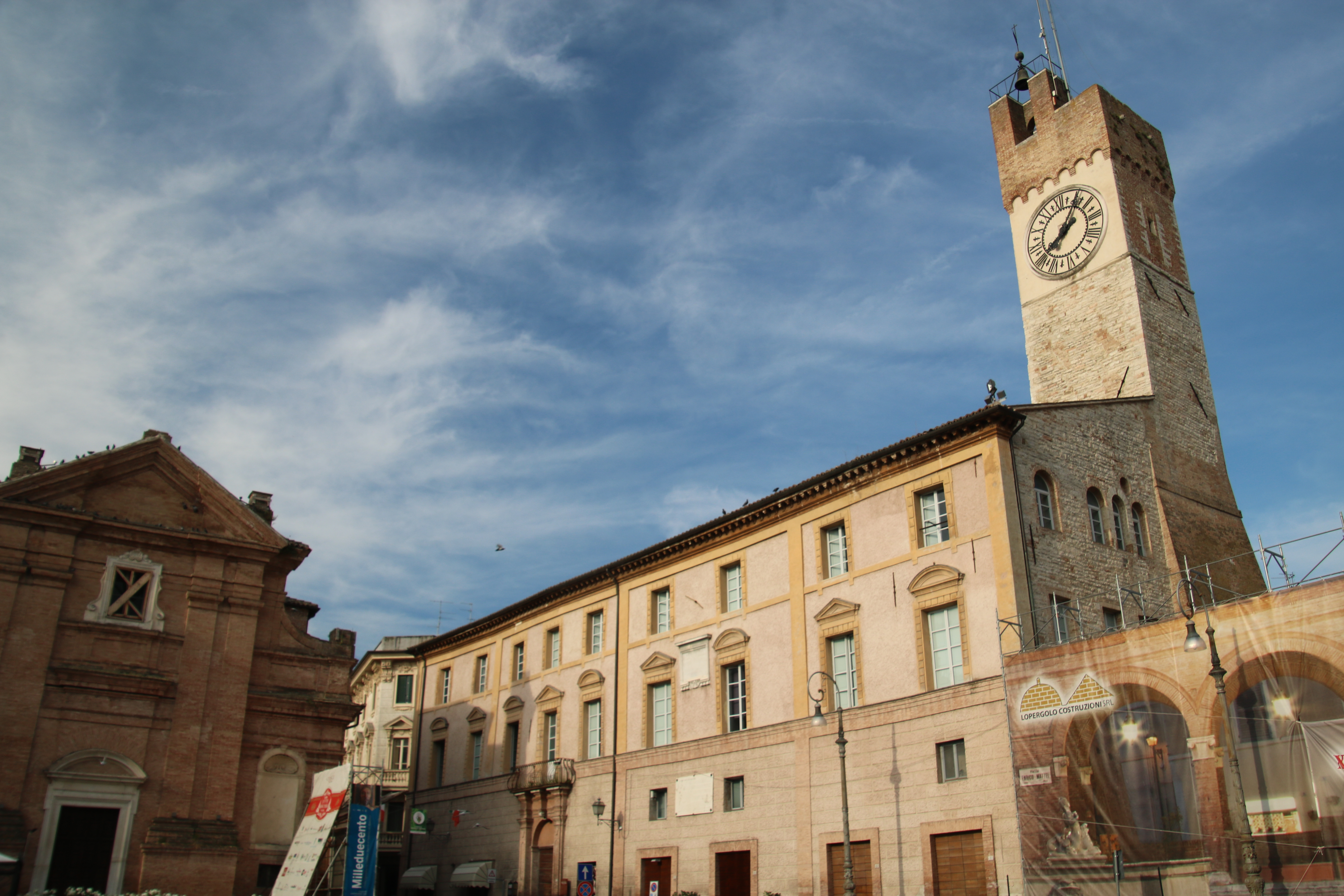
Palazzo del Governo e torre civica di Matelica.

## Strutture

### Stadio
Sede delle gare interne della prima squadra è stato storicamente lo stadio Giovanni Paolo II di Matelica, facente parte del centro polisportivo comunale ubicato in località Boschetto, all'estremità sud-occidentale dell'abitato. L'impianto dispone di un terreno di gioco in erba sintetica posato nel 2016, circondato da una pista asfaltata per il pattinaggio di velocità in linea (fino al 2019 adibita all'atletica leggera), e di due tribune per il pubblico: una principale coperta (in muratura) sul lato ovest e una minore scoperta (in prefabbricato metallico) sul lato est.
Stante la sua inadeguatezza strutturale ai canoni della Serie C e non essendovi la marginalità per eseguire una ristrutturazione, nella stagione 2020-2021 il Matelica opta per il trasferimento della sede delle sue gare interne al più capiente stadio Helvia Recina di Macerata.
Dopo i fatti dell'estate 2021, il Matelica torna a giocare nel proprio comune, allo stadio Giovanni Paolo II.

### Centro di allenamento
Le selezioni societarie svolgono la preparazione presso il già citato centro sportivo del Boschetto, che dispone altresì di un ulteriore campo da calcio (costruito su iniziativa del club e dei relativi sponsor), di campi da tennis e bocciodromi indoor e outdoor, nonché alla palestra Mancinelli nel centro comunale.

## Società

### Organigramma societario
Aggiornato al 24 agosto 2021
- Sabrina Orlandi - presidente
- Lorenzo Falcioni - direttore sportivo
- Massimiliano Marconi - dirigente accompagnatore

### Sponsor
- ?-2007 ...
- 2007- Macron[18]

### Settore giovanile
Il settore giovanile del Matelica ha sede a sua volta presso il centro sportivo Giovanni Paolo II e consta di sei sezioni: Berretti, Allievi, Giovanissimi, Esordienti, Pulcini e Piccoli Amici. Dal 2020 esso è integrato dalla Futbol3, società puramente di vivaio con sede nel comune di Muccia.
Nelle giovanili biancorosse si è formato, tra gli altri, il centravanti italo-albanese Giacomo Vrioni.

### Settore femminile
Negli anni 1970 il Matelica gestì brevemente una selezione di calcio femminile, operante sotto la denominazione Venus Matelica.

## Allenatori e presidenti
| Allenatori - 1937-1938 Raffaele D'Aquino - 1938-1939 Giuseppe Ronca - 1939-1945 Attività amichevole - 1945-1946 Francesco Mazzoleni - 1946-1948 Ennio Zamparini - 1948-1950 Inattivo - 1950-1952 Ennio Zamparini - 1952-1953 Dario Longhi - 1953-1955 Ennio Zamparini - 1955-1956 Santinelli Guido Cegna - 1956-1957 Guido Cegna - 1957-1959 Antonio Crescentini - 1959-1960 Giovanni Compagnucci - 1960-1961 Jerzy Grzegorczyk - 1961-1964 Oscarre Spadavecchia - 1964-1966 Guido Cegna - 1966-1967 Giovanni Compagnucci Anelio Carbonari - 1967-1968 Rosello Roselli - 1968-1970 Jerzy Grzegorczyk - 1970-1971 Guglielmo Mecozzi - 1971-1972 Guglielmo Mecozzi Gabriele Guizzo - 1972-1975 Giuseppe Cecchetto - 1975-1977 Giuseppe Campi - 1977-1978 Emilio Monaldi Giuseppe Campi - 1978-1979 Roberto Guerci Ettore Fugiani Bruno Cagnoni - 1979-1981 Ivan Sandukcic - 1981-1982 Anelio Carbonari Ivan Sandukcic - 1982-1983 Raffaele Iesari Ettore Fugiani - 1983-1984 Ettore Fugiani Giuseppe Fermani Giuseppe Cecchetto - 1984-1985 Giuseppe Cecchetto Anelio Carbonari Franco Mosciatti - 1985-1986 Mario Sestili - 1986-1987 Armando Amico Luigi Gheroni - 1987-1988 Giampaolo Caramanti Luigi Gheroni Gianfranco Morici Massimo Carsetti - 1988-1989 Claudio Innocentin - 1989-1990 Gianfranco Amici - 1990-1992 Alvaro Retini - 1992-1993 Alvaro Retini Massimo Carsetti Carlo Capannera Massimo Carsetti - 1993-1994 Gianfranco Amici - 1994-1995 Sebastiano Polgrossi - 1995-1996 Gilberto Focanti - 1996-1997 Armando Amico David Mugianesi - 1997-1998 Raffaele Mengoni Raffaele Iesari - 1998-1999 Dino Andreani - 1999-2000 Sauro Bacci - 2000-2001 Marco Mattiacci Luca Ballini - 2001-2002 Luca Ballini Sandro Sabbatini Michele Palazzi e Massimo Ferranti - 2002-2004 Francesco Moriconi - 2004-2005 Francesco Moriconi Massimo Carsetti - 2005-2007 Giuseppe Santoni - 2007-2008 Luca Fermanelli Francesco Moriconi - 2008-2009 Fernando Salvetti - 2009-2011 Francesco Palombi - 2011-2012 Francesco Palombi Nicola Spuri Forotti - 2012-2013 Nicola Spuri Forotti Fabio Carucci - 2013-2014 Fabio Carucci - 2014-2015 Franco Gianangeli Roberto Bartoccetti - 2015-2016 Aldo Clementi - 2016-2017 Aldo Clementi Antonio Mecomonaco Aldo Clementi - 2017-2019 Luca Tiozzo - 2019-2020 Pier Francesco Battistini Gianluca Colavitto - 2020-2021 Gianluca Colavitto - 2021-2022 Roberto Bartoccetti - 2022-2023 Roberto Bartoccetti Francesco Ruggeri Lorenzo Ciattaglia - 2023-2024 Renzo Tasso Paolo Passarini - 2024-2025 Giuseppe Santoni Ettore Ionni - 2025- Lorenzo Ciattaglia | Presidenti - 1930-1946 Riccardo Acqualagna - 1946-1948 Achille Roversi - 1948-1950 Inattivo - 1950-1953 Isidoro Belluco - 1953-1957 Galliano Boldrini - 1957-1959 Emilio Acqualagna - 1959-1962 Giuseppe Ottalina - 1962-1963 Emilio Acqualagna - 1963-1967 Giuseppe Baldini - 1967-1972 Emilio Acqualagna - 1972-1973 Giuseppe Baldini - 1973-1976 Emilio Acqualagna - 1976-1981 Renato Brancaleoni - 1981-1982 Giuseppe Vico Pietro Mataloni - 1982-1983 Pietro Mataloni - 1983-1988 Oreste Cesari - 1988-1990 Gino Mecella - 1990-1995 Pietro Lucernoni - 1995-1997 Ezio Scalamonti - 1997-2010 Silvano Passero - 2010-2018 Mauro Canil - 2018-2019 Mauro Canil Roberta Nocelli - 2019-2021 Roberta Nocelli - 2021- Sabrina Orlandi |

## Calciatori

### Capitani
- ... (fino al 1998)
- Michele Palazzi (1998-2004)[20]
- ... (2004-2018)
- Manuel Angelilli (2018-2019)[21]
- Simone De Santis (2019-2021)[22]

## Palmarès

### Competizioni nazionali
- Coppa Italia Serie D: 1

2018-2019

### Competizioni interregionali
- Serie D: 1

2019-2020 (girone F)

### Competizioni regionali
- Eccellenza: 1

2012-2013
- Seconda Divisione: 1

1837-1938 (girone C)
- Promozione: 2

2011-2012 (girone A), 2023-2024 (girone B)
- Prima Categoria: 6

1970-1971 (girone A), 1972-1973 (girone A), 1990-1991 (girone C), 1998-1999 (girone C), 2010-2011 (girone C), 2021-2022 (girone C)
- Coppa Italia Promozione: 1

2011-2012

## Statistiche e record

### Partecipazione ai campionati
| Livello | Categoria | Partecipazioni | Debutto   | Ultima stagione | Totale |
| ------- | --------- | -------------- | --------- | --------------- | ------ |
| 3º      | Serie C   | 1              | 2020-2021 | 2020-2021       | 1      |
| 4º      | Serie D   | 6              | 2014-2015 | 2019-2020       | 6      |
| 5º      | Serie D   | 1              | 2013-2014 | 2013-2014       | 1      |

### Partecipazione alle coppe
| Competizione            | Partecipazioni | Debutto   | Ultima stagione | Totale |
| ----------------------- | -------------- | --------- | --------------- | ------ |
| Coppa Italia            | 4              | 2014-2015 | 2019-2020       | 4      |
| Coppa Italia Serie D    | 7              | 2013-2014 | 2019-2020       | 7      |
| Coppa Italia Dilettanti | 4              | 1972-1973 | 1978-1979       | 4      |

## Tifoseria

### Storia
La storia del club (attivo per oltre 90 anni nelle sole divisioni dilettantistiche marchigiane) e la sua origine (da un comune popolato da meno di 10 000 abitanti) fanno sì che il Matelica abbia un seguito di tifosi ridotto ed estremamente geolocalizzato.

### Gemellaggi e rivalità
La tifoseria biancorossa intrattiene amicizia con i supporter della Civitanovese; le fonti attribuiscono la qualifica di derby alle partite contro Tolentino, Jesina e Recanatese.